# Poczta konna

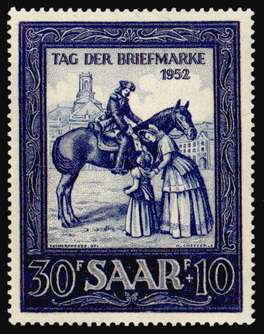
Niemiecki znaczek pocztowy z 1952 wydany z okazji Dnia Znaczka Pocztowego

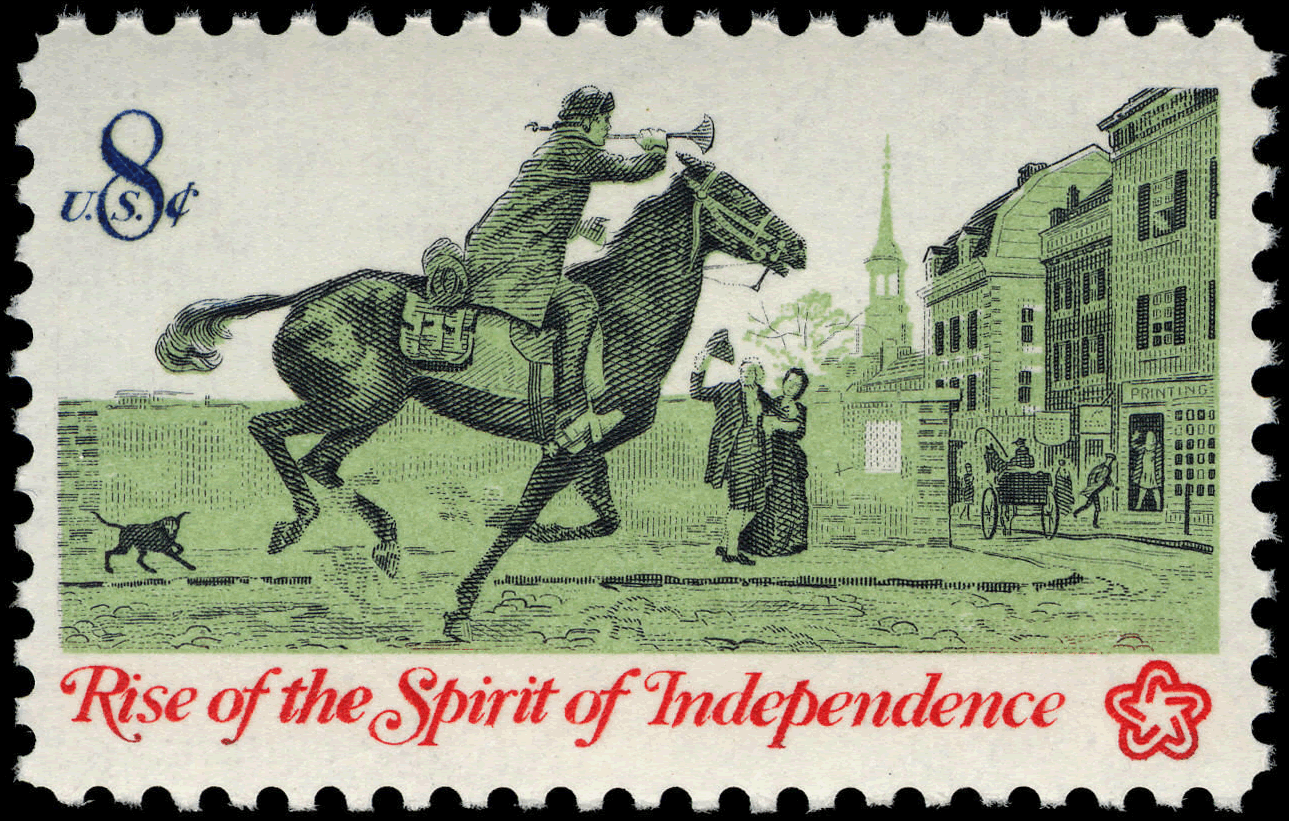
Amerykański znaczek pocztowy z 1973

Poczta konna – system dostarczania przesyłek pocztowych przy użyciu kurierów poruszających się konno (poczta zwierzęca).
Została zorganizowana już w czasach starożytnych, w VI wieku p.n.e. w Persji, rozwinięta (stałe linie pocztowe) w cesarstwie rzymskim.
Świetnie zorganizowaną pocztę konną miało imperium mongolskie. Była opłacana i utrzymywana bezpośrednio przez wielkiego Chana. Poczta ta składała się z rozmieszczonych co 200–300 km stanic, w których kurier mógł wymienić konia i kontynuować swoją misję. Pocztą tą można było przesyłać wiadomości w tempie do 600 km na dobę. Za rządów Kubilaja w samych Chinach istniało 1500 stacji kurierskich, w których utrzymywano stale 40 tysięcy koni, dodatkowo na ich wyposażeniu było około 6000 łodzi. Stacje te obsługiwały przede wszystkim kurierów niosących rozkazy chańskie i korespondencję między możnymi, ale korzystali z nich także posłowie zagraniczni.
W 1516 została uruchomiona pierwsza ogólnie dostępna linia pocztowa Wiedeń – Bruksela. Po wojnie trzydziestoletniej pojawił się dyliżans pocztowy jako połączenie regularne. W 1821 wprowadzono w Prusach pocztę pospieszną. Krótkie przerwy w podróży były przeznaczane tylko na posiłki w zajazdach pocztowych, poza tym jazda trwała dzień i noc.